# Toronto St. Michael’s Majors
Die Toronto St. Michael’s Majors waren eine kanadische Eishockeymannschaft aus Toronto. Das Team spielte von 1996 bis 2007 in einer der drei höchsten kanadischen Junioren-Eishockeyligen, der Ontario Hockey League (OHL).

## Geschichte

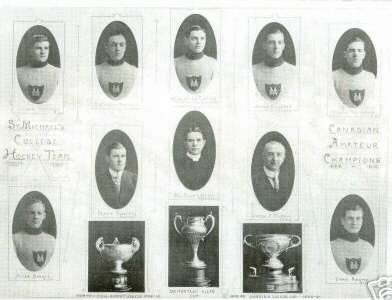

Die Toronto St. Michael’s Majors wurden 1906 als Juniorenmannschaft der Ontario Hockey Association gegründet und spielten bis 1962 als Mannschaft des St. Michael’s College. Ihren ersten Erfolg konnte die Mannschaft 1910 mit dem Gewinn des Allan Cup verbuchen. In den 1930 und 1940er Jahren gehörten die Majors zu den besten kanadischen Juniorenteams und gewannen fünfmal den J. Ross Robertson Cup (unter anderem von 1945 bis 1947 dreimal hintereinander) und setzten sich dreimal auch im Memorial Cup durch, welcher der höchste Titel für die kanadischen Juniorenmannschaften ist. Obwohl den Majors im Jahr 1961 erneut das Double aus J.-Ross-Robertson- und Memorial-Cup-Gewinn gelang, entschloss sich das College dazu den Spielbetrieb einzustellen, da man aufgrund der steigenden Professionalisierung und einer Anpassung der Ontario Hockey Association an die National Hockey League die Interessen der Schule nicht mehr gewahrt sah.
Am 15. August 1996 erhielt das St. Michael’s College erneut ein Franchise für die Ontario Hockey League. Das Team befand sich zunächst im Besitz der Schule, wurde aber später an den kanadischen Geschäftsmann Eugene Melnyk verkauft, der 2006 zunächst die Mississauga IceDogs kaufte, diese aber nach nur einem Jahr wieder verkaufte. Anschließend siedelte er die Toronto St. Michael’s Majors nach Mississauga, um, wo sie bis zum Ende der OHL-Saison 2011/12 als Mississauga St. Michael’s Majors aktiv waren.

## Ehemalige Spieler

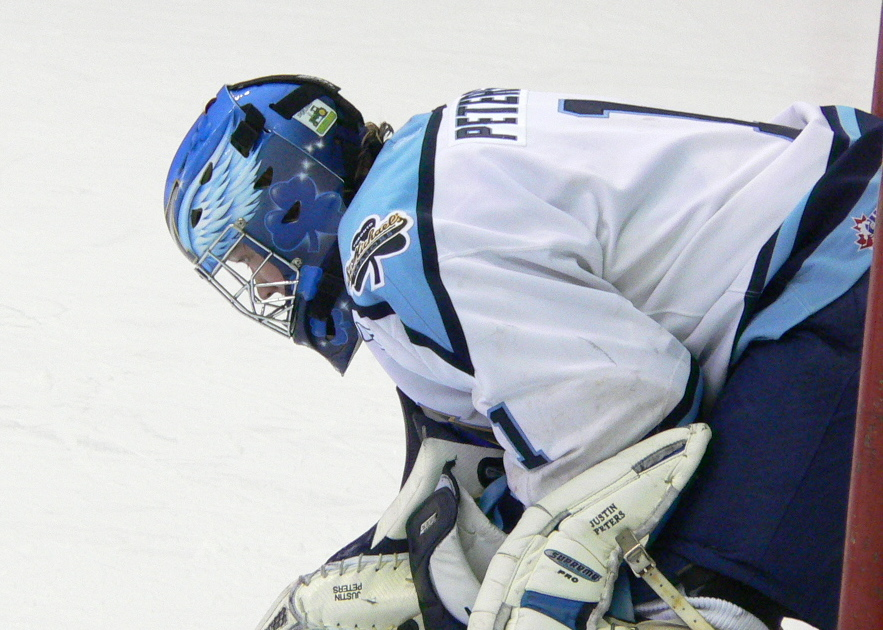
Justin Peters, ehemaliger Torhüter der Majors

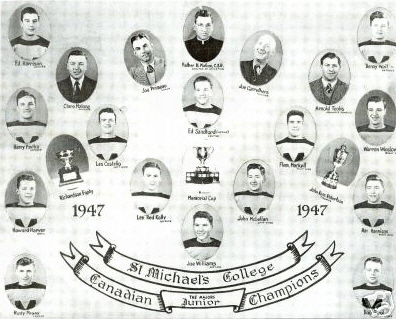

Folgende Spieler, die für die Toronto St. Michael’s Majors aktiv waren, spielten im Laufe ihrer Karriere in der National Hockey League:
Fettgedruckt: Spieler der Majors, die in die Hockey Hall of Fame aufgenommen wurden.
Majors (Original) (1906–1962)
| - Lou Angotti - John Arundel - Larry Aurie - Ray Barry - Bobby Bauer - David Bauer - Frank Bennett - Turk Broda - Arnie Brown - Stan Brown - Mike Buchanan - Jack Caffery - Ed Chadwick - Andre Champagne - Gerry Cheevers - Terry Clancy - Wally Clune - Eddie Convey - Michael Corbett - Norm Corcoran - Les Costello - Murray Costello - D’arcy Coulson - Jack Crawford | - Bob Decourcy - Bill Dineen - Gary Dineen - Bruce Draper - Clarence Drouillard - Dave Dryden - Dick Duff - Frank Dunlap - Reg Fleming - Léo Gravelle - Reg Hamilton - Gord Hannigan - Pat Hannigan - Ray Hannigan - Ed Harrison - Tim Horton - Fred Hunt - Art Jackson - Harold Jackson - Don Keenan - Larry Keenan - Pep Kelly - Red Kelly - Dave Keon | - Paul Knox - Les Kozak - Leo Labine - Ted Lindsay - Fleming Mackell - Barry MacKenzie - Bill MacMillan - Frank Mahovlich - Cesare Maniago - Jean Marois - Willie Marshall - Jack Martin - Dick Mattiussi - John McCormack - Bill McDonagh - John McLellan - Gerry McNamara - Pat McReavy - Don Metz - Nick Metz - Rudy Migay - Gus Mortson - Reg Noble - Peanuts O’Flaherty | - Tom O’Neill - Gerry Odrowski - Tom Polanic - Noel Price - Joe Primeau - Frank Rankin - Marc Reaume - Bill Regan - Bob Sabourin - Phil Samis - Ed Sandford - Rod Seiling - Tod Sloan - Darryl Sly - Carl Smith - Gary Smith - Harvey Teno - Jimmy Thomson - Dave Trottier - Gene Ubriaco - Mike Walton - Don Willson - Benny Woit |

Majors (OHL) (1996–2007)
| - Ryan Barnes - Darryl Bootland - Peter Budaj | - Andy Chiodo - Cal Clutterbuck - Mike Danton | - Matt Ellis - Micheal Haley - Sheldon Keefe - Nathan McIver | - Shane O’Brien - Mark Popovic - Charlie Stephens |

## Team-Rekorde

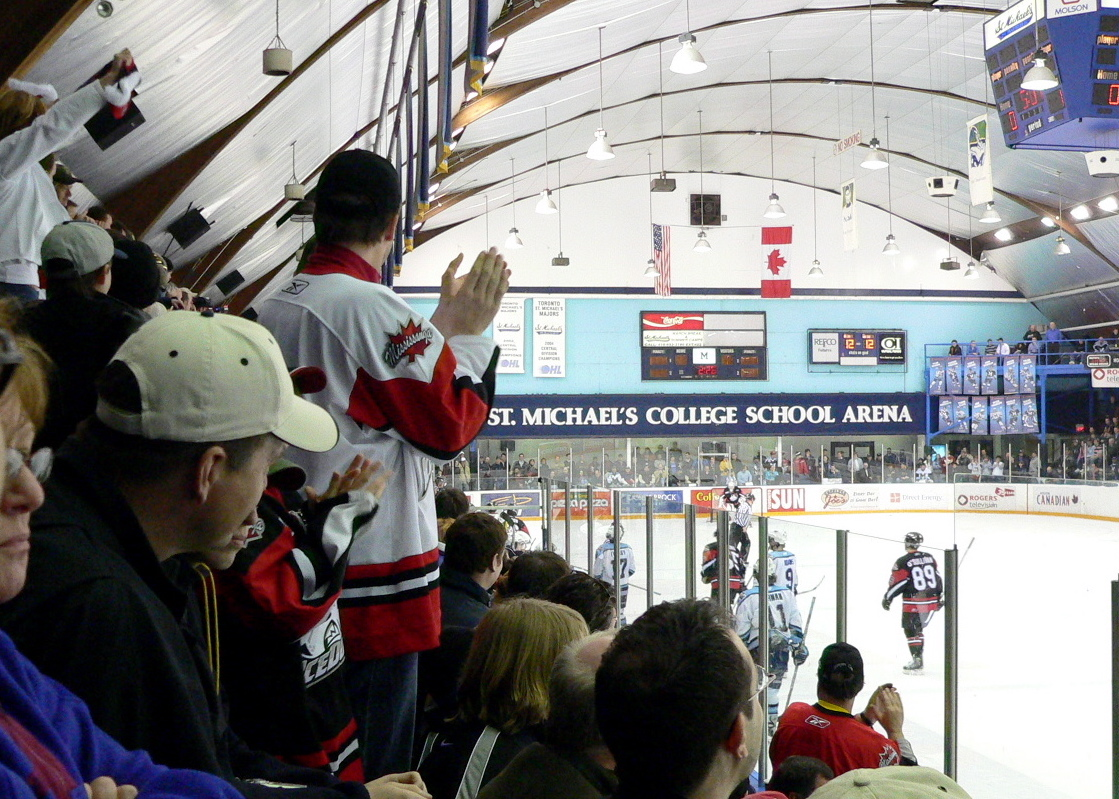
Das Hershey Centre, Heimspielstätte der Majors

### Karriererekorde (OHL)
Spiele: 262  Darryl Boyce
Tore: 109  Darryl Bootland
Assists: 142  Tim Brent
Punkte: 234   Darryl Bootland
Strafminuten: 603  Scott Lehman